# Warrendale (Oregon)
Warrendale az Amerikai Egyesült Államok északnyugati részén, Oregon állam Multnomah megyéjében elhelyezkedő önkormányzat nélküli település.

## Története
Névadója Frank M. Warren Sr., az oregoni konzervipar úttörője, aki a Titanicon hunyt el.
A posta 1894 és 1942 között működött. A vasútállomás 1916-ban nyílt meg.
1915-ben két konzervgyár és egy papírgyár működött itt. A diákok a dodsoni általános iskolában tanultak. Az 1870-es években megnyílt konzervgyár a Columbia folyó térségének legjelentősebb létesítménye volt. A Hamilton-szigetnél lehalászott lazacot villamossal juttatták célba; a pálya maradványai Fort Cascadesnél ma is láthatóak. A villamosvonal 1930-ig, a halgyűjtő 1934-ig működött.
A bonneville-i gátat eredetileg itt tervezték megépíteni.
Az 1996. februári földcsuszamlásban több ház is összedőlt, a közút és a vasút egy szakasza pedig járhatatlanná vált.

## Nevezetes személyek
Warrendale-ben élt Frederick H. Kiser fotós, aki fivérével, Oscar H. Kiserrel 1903-ban stúdiót alapított. A cég 1905-ben Portlandbe költözött; Oscar Kiser novemberben hunyt el. A testvérek szülei tulajdonában volt a helyi hotel. Fred Kiser volt a Lewis–Clark-expedíció századik évfordulójára rendezett kiállítás fotósa, és a helyi vasút fotósaként nevezetes volt.

## Fordítás
- Ez a szócikk részben vagy egészben  a   Warrendale, Oregon című angol Wikipédia-szócikk ezen változatának fordításán alapul.  Az eredeti cikk szerkesztőit annak laptörténete sorolja fel. Ez a jelzés csupán a megfogalmazás eredetét és a szerzői jogokat jelzi, nem szolgál a cikkben szereplő információk forrásmegjelöléseként.